# Xing
Xing (tot 17 november 2006 openBC/Open Business Club geheten) is een communitysite die het mogelijk maakt beroepsmatige (maar ook privé) contacten te onderhouden.
De organisatie erachter beweert dat het wordt gebruikt door mensen uit meer dan 200 landen. Beschikbare talen zijn dan ook Engels, Duits, Spaans, Portugees, Italiaans, Frans, Nederlands, Chinees, Fins, Zweeds, Koreaans, Japans, Russisch, Pools, Turks en Hongaars. Door te tonen hoe iedere deelnemer is verbonden met elk andere deelnemer wordt het sociaal netwerk met het zogenaamde six degrees of separation-idee gevisualiseerd.

## Functionaliteiten
Het platform biedt persoonsprofielen, groepen, fora, evenementcoördinatie en andere gebruikelijke sociaal-netwerkkenmerken. Basislidmaatschap is gratis, terwijl vele kernfuncties zoals zoeken naar personen met specifieke kenmerken of het e-mailen naar personen van buiten het eigen netwerk alleen zijn weggelegd voor premiumleden. Het platform maakt gebruik van het beveiligde https en heeft een rigide privacy en anti-spambeleid.
Xing heeft een speciaal ambassadeursprogramma voor elke stad of regio over de hele wereld met een substantieel aandeel. De ambassadeurs organiseren lokale evenementen om het gebruik van communitysites als werkgereedschap te promoten, om deelnemers zakelijke ideeën met elkaar uit te wisselen en om elkaar persoonlijk beter te leren kennen.

## Betekenis en uitspraak
De betekenis van 'Xing' werd vanuit internationale marketingmotieven gekozen: in het Chinees betekent het "het werkt"/"het klopt" (行, xíng) terwijl het in het Engels als acroniem voor 'crossing' (kruising van beroepscontacten) kan worden beschouwd. In een interview verklaarde de openBC-oprichter Lars Hinrichs de uitspraak niet te willen vastleggen.

## Concurrentie
Xing wedijvert met het Amerikaanse platform LinkedIn voor sociaalnetwerken voor zakelijk gebruik.